# Paronuphis sombreriana
Paronuphis sombreriana är en ringmaskart som först beskrevs av McIntosh 1885.  Paronuphis sombreriana ingår i släktet Paronuphis och familjen Onuphidae. Inga underarter finns listade i Catalogue of Life.